# Wassyl Bandera

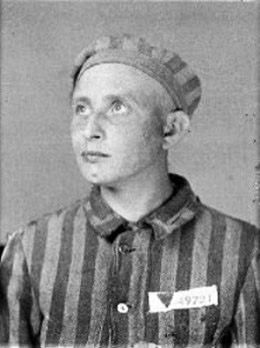
Wassyl Bandera im KZ Auschwitz (Juli 1942)

Wassyl Andrijowytsch Bandera (ukrainisch Василь Андрійович Бандера, * 12. Februar 1915 in Staryj Uhryniw, Galizien, Österreich-Ungarn; † 21. Juli 1942 in Oświęcim, deutsch besetztes Polen) war ein ukrainischer politischer Aktivist und Nationalistenführer.

## Biografie
Bandera war das fünfte von sieben Kindern der christlichen Priesterfamilie von Andrij Bandera.
Nach dem Abschluss des Gymnasiums in Stryj schloss er Studien an der Fakultät der Agrarwissenschaften der Nationalen Polytechnischen Universität Lwiw, an der Fachhochschule in Dubljany und an der philosophischen Fakultät der Nationalen Iwan-Franko-Universität Lwiw ab. Er trat der Organisation Ukrainischer Nationalisten (OUN) bei und wurde im Herbst 1938 wegen einer Rede auf einer Studentenversammlung in Lwiw, in der er die polnischen Behörden kritisiert hatte, in Bereza Kartuska inhaftiert. Er konnte während der Teilung Polens 1939 entkommen, kehrte im Oktober nach Lwiw zurück und zog zusammen mit seinem Bruder Stepan Bandera nach Krakau, um Aufträge der OUN auszuführen.
Vom 1. bis 3. Mai 1941 nahm Bandera an der 2. außerordentlichen Generalversammlung der OUN teil. Nach der Proklamation der Wiederherstellung des ukrainischen Staates am 30. Juni arbeitete er in der Propagandaabteilung und leitete den Sicherheitsdienst der regionalen Zweigstelle der OUN in Stanyslawiw. Im Sommer 1941 kam es in der Westukraine zu ethnischer und politischer Massengewalt. Bandera kam als Mitglied einer Marschgruppe, die zur OUN-B, Stepan Banderas Abspaltung der OUN, gehörte, aus dem Generalgouvernement und begab sich auf den Weg nach Lwiw. Laut den Aussagen jüdischer Überlebender organisierte entweder Wassyl Bandera oder sein Bruder Oleksandr Pogrome in der Gegend um Bolechiw. Am 19. Juli 1941 gliederte der NS-Staat Ostgalizien in das Generalgouvernement ein. Die ukrainischen Nationalisten, die alle ukrainischen Territorien in einer politischen Körperschaft vereinigen wollten, waren dagegen. Die Deutschen begannen, die Mitglieder der OUN-B zu verhaften und zu erschießen.
Am 14. September 1941 verhaftete die Geheime Staatspolizei Bandera und seine schwangere Frau in Stanyslawiw. Wenige Tage später entließen die Deutschen die Frau aus dem Gefängnis, sie gebar eine Tochter, die ihren Vater nie sehen würde. Am 20. September wurde er ins KZ Auschwitz geschickt. Es kam zu Konfrontationen mit polnischen Mithäftlingen. Sie schlugen ihn, weil sie ihn mit seinem Bruder Stepan verwechselt haben, der 1934 den Mord an Bronisław Pieracki organisiert hatte. Polnische Kapos haben als Strafe dafür, dass er einen Schubkarren hat umfallen lassen, seinen Kopf in ein Fass mit Wasser, das zur Betonherstellung verwendet wurde, gesteckt.
Am 21. Juli 1942 wurde er im Krankenhaus des Lagers durch eine Injektion getötet. Sein Körper wurde in einem Krematorium verbrannt. Laut einem ehemaligen Gefangenen haben die polnischen Wärter damit geprahlt, Bandera eine tödliche Injektion verabreicht zu haben.

## Nachwirkung
Im Oktober 2008 wurde am ehemaligen Hauptquartier der OUN-B in Iwano-Frankiwsk eine Gedenktafel für Wassyl Bandera angebracht.